# جون كوبيرن
جون كوبيرن (بالإنجليزية: John Coburn)‏ هو رسام أسترالي، ولد في 1925، وتوفي في 7 نوفمبر 2006.